# زراحیا شئلتیئل
زراحیا بن شیلتیل گراسیان بارسلونی، که به اختصار زراحیا شیلتیل نامیده می‌شود، پزشک، فیلسوف، مترجم، مفسر و دین‌شناس یهودی اسپانیایی بود. او مفسر برجسته آثار موسی بن میمون بود و خود را از شاگردان او می‌دانست. وی از سنت میمونی که توسط یعقوب آناتولی به ایتالیا آورده شده بود شدیداً متاثر بود.

## زندگی
زراحیا در حدود سال ۱۲۷۷ میلادی به رم واقع در ایتالیا رفت و در همان شهر بود که پیش از سال ۱۲۹۰ میلادی نوشتن آثار خود را به پایان رسانید. زراحیا در رم به شرح فلسفه موسی بن میمون پرداخت و محفلی از شاگردان ویژه را ترتیب داد.

## آثار
زراحیا تفسیری فلسفی بر کتاب امثال سلیمان نوشت که در سال ۱۲۸۸ اتمام یافت. تفسیر دیگر او بر کتاب ایوب دربردارنده بسیاری واژگان عربی‌است که عده‌ای را برآن داشته‌است که او به زبان عربی سخن می‌گفته‌است. او همچنین تفاسیر متعددی بر آثار ابن میمون و ارسطو نوشته است.
زراحیا همچنین مترجمی زبردست بود و کتابهای بسیاری را از عربی به عبری ترجمه کرده‌است. برخی از ترجمه‌های او عبارتند از:
- آثار ارسطو که عبارتند از: طبیعیات، مابعدالطبیعه، طبیعیات صغیر، کتاب‌العلل ارسطو (او این کتاب‌ها را نه از اصل یونانی، بلکه از نسخه‌های عربی به عبری برگردانده است)
- کتاب فی جوهرالنفس و رساله فی ماهیت النفس از فارابی
- کتاب تفاسیر متوسط ابن رشد (که بر کتابهای ارسطو نوشته شده‌بودند)
- کتاب امراض و سوانح نوشته حنین بن اسحاق
- سه فصل از کتاب جالینوس
- رساله فی الجماع از ابن میمون دربارهٔ نزدیکی جنسی. این کتاب را ابن میمون به عربی نوشته و زراحیا از عربی به عبری برگردانده است.
- کتاب فصول موسی که سخنان کوتاه موسی بن میمون را به عربی دربرداشت و زراحیا آن را از عربی به عبری برگردانده است.
- دو فصل نخستین کتاب القانون فی الطب نوشته ابن سینا